# Antonio Savasta
Antonio Savasta (Catania, 22 de agosto de 1874 - Nápoles, 2 de julio de 1959) fue un compositor y profesor de música siciliano.
Estudió en el Conservatorio de St. Pietro en Majella de Nápoles con los maestros Camillo De Nardis y Nicola D'Arienzo, inició muy pronto los estudios que con el tiempo le convertirían en un gran maestro. Primero fue profesor en Florencia y luego en Nápoles. De 1926 a 1939 dirigió el Conservatorio de Palermo.
Entre sus numerosos alumnos se cuentan Mario Pilati, Mario Persico, Renato Parodi, Vincenzo Mannino, Achille Longo junior, Terenzio Gargiulo y Alfredo Sangiorgi entre otros.
Entre su producción operística destaca Vera y Galatea y entre sus poemas sinfónicos, Jaufre Rudel.